# The Silent Clips
The Silent Clips — збірка відеокліпів швейцарського гурту Lacrimosa. До неї увійшли кліпи на пісні з їх останнього на той момент альбому Stille. Крім кліпів, на збірці присутні матеріали зі зйомок. Цей реліз, як і попередній, був випущений на VHS.

## Список композицій
| #  | Назва                                                         | Автор      | Тривалість |
| -- | ------------------------------------------------------------- | ---------- | ---------- |
| 1. | «Intro»                                                       |            | 1:10       |
| 2. | «Stolzes Herz»                                                |            | 5:41       |
| 3. | «Making Of Stolzes Herz»                                      | Тіло Вольф | 3:05       |
| 4. | «Not Every Pain Hurts»                                        | Тіло Вольф | 4:27       |
| 5. | «Siehst Du Mich Im Licht?»                                    | Тіло Вольф | 6:22       |
| 6. | «Making Of Siehst Du Mich Im Licht? and Not Every Pain Hurts» | Тіло Вольф | 9:05       |